# Kalanchoe rhombopilosa
Kalanchoe rhombopilosa là một loài thực vật có hoa trong họ Crassulaceae. Loài này được Mannoni & Boiteau miêu tả khoa học đầu tiên năm 1947.